# Čet'
Il Čet' (in russo Четь?) è un fiume della Russia siberiana, affluente di destra della Kija (bacino idrografico dell'Ob'). Scorre nei Bogotol'skij, Tjuchtetskij e Tegul'detskij rajon del Territorio di Krasnojarsk, e nel Zyrjanskij rajon dell'Oblast' di Tomsk.

## Descrizione
Il Čet' ha origine sull'altopiano dei fiumi Čulym-Enisej a un'altitudine di 294 m, a nord-ovest della città di Bogotol. Nella parte superiore, il Čet' scorre verso nord nord-ovest, nella parte centrale e inferiore, svolta a ovest e sud-ovest. Sfocia nel fiume Kija di cui è il maggior tributario.
Il fiume ha una lunghezza di 432 km e il suo bacino è di 14 300 km². La sua portata media è di 66 m³/s. Tra i suoi maggiori affluenti il Dolgoun e il Tongul (da sinistra), e il Kandat (da destra).
Il fiume è utilizzato per la pesca turistica e per il rafting.